# 4751 Alicemanning
4751 Alicemanning este un asteroid din centura principală, descoperit pe 17 ianuarie 1991 de Brian Manning.